# Un delicado equilibrio
Un delicado equilibrio, también traducida como Un frágil equilibrio (A Delicate Balance en su título original), es una obra de teatro del dramaturgo estadounidense Edward Albee, estrenada en 1966. Nominada al Premio Tony.   

## Argumento
La obra recrea la difícil situación vital de Tobias y Agnes, un matrimonio maduro que conviven con Claire, la hermana alcohólica de ella. El entorno se complica con la llegada de una pareja amiga, Harry y Edna, asolados por un extraño terror y, al día siguiente, de Julia, la hija de Tobias y Agnes, que regresa a casa tras su cuarto fracaso matrimonial. La convivencia bajo el mismo techo hace surgir las tensiones dormidas.

## Representaciones destacadas
- Martin Beck Theatre, Broadway, Nueva York, 22 de septiembre de 1966.[1]
  - Dirección: Alan Schneider
  - Intérpretes: Hume Cronyn (Tobias), Jessica Tandy (Agnes), Rosemary Murphy (Claire), Henderson Forsythe (Harry), Carmen Mathews (Edna), Marian Seldes (Julia).

- Théâtre de l'Odéon, París, 1967. (Délicate Balance)
  - Dirección: Jean-Louis Barrault.
  - Adaptación: Matthieu Galey.
  - Intérpretes: Madeleine Renaud, Claude Dauphin, Edwige Feuillère, Matthieu Galey.

- Teatro Español, Madrid, 1969.[2]
  - Dirección: Claudio Guerín.
  - Intérpretes: Fernando Delgado, Luisa Sala, Nela Conjiu, Charo Soriano, José Vivó, Amparo Valle.

- Lincoln Center Theater, Broadway, Nueva York, 1996.
  - Dirección: Gerald Gutierrez
  - Intérpretes: Rosemary Harris (Agnes), George Grizzard (Tobias), John Carter, Elizabeth Wilson, Elaine Stritch.

- Theatre Royal Haymarket, Londres, 1997.
  - Intérpretes: Eileen Atkins (Agnes), Maggie Smith (Claire), John Standing (Tobias), Annette Crosbie (Edna), Sian Thomas (Julia), James Laurenson (Harry).

- Théâtre Antoine, París, 1998.
  - Adaptación: Pierre Laville.
  - Intérpretes: Geneviève Page, Henri Garcin, Geneviève Fontanel, Annick Alane, Anne Consigny, André Falcon.

- Almeida Theatre, Londres, 2011.[3]
  - Intérpretes:Lucy Cohu (Julia), Diana Hardcastle (Edna), Ian McElhinney (Harry), Tim Pigott-Smith (Tobias), Imelda Staunton (Claire), Penelope Wilton (Agnes).

- Teatre Lliure, Barcelona, 2011.[4]
  - Dirección: Mario Gas.
  - Intérpretes: Mia Esteve, Pep Ferrer, Mercè Montalà, Rosa Novell, Rosa Renom y Albert Vidal.

- John Golden Theatre, Nueva York, 2014.
  - Intérpretes: Glenn Close (Agnes), John Lithgow (Tobias), Martha Plimpton (Julia), Lindsay Duncan (Claire), Bob Balaban (Harry), Clare Higgins (Edna)
- Teatro Fernando Fernán Gómez, Madrid, 2024.[5]
  - Intérpretes: Joan Bentallé (Harry), Alicia Borrachero (Agnes), Cristina de Inza (Edna), Anna Moliner (Julia), Ben Temple (Tobias) y Manuela Velasco (Claire)

## Adaptación para televisión
Emitida en 1973, fue dirigida por Tony Richardson e interpretada por Katharine Hepburn (Agnes), Paul Scofield (Tobias), Lee Remick (Julia), Kate Reid (Claire), Joseph Cotten (Harry) y Betsy Blair (Edna).

## Premios
- Premio Pulitzer (1967).